# 徐沖霄
徐沖霄，陝西省鳳翔府寶雞縣人，清朝政治人物、同進士出身。
光緒二十年（1894年），参加光緒甲午科殿試，登進士三甲128名。同年五月，著交吏部掣签分发各省，以知县即用。